# Black River (rivier in Newfoundland en Labrador)
De Black River is een rivier in de Canadese provincie Newfoundland en Labrador. De rivier is 17 km lang en bevindt zich in het zuiden van het eiland Newfoundland.

## Verloop
De rivier begint als uitstroom van de Black River Pond, een groot meer in het zuiden van Newfoundland, op een hoogte van bijna 200 m. De Black River verlaat dat meer in het uiterste zuiden en stroomt over haar volledige loop voornamelijk in zuidwestelijke richting. Daarbij gaat hij ook doorheen een aantal naamloze meertjes. Na zo'n 17 km mondt de Black River uiteindelijk uit in het noordoostelijke uiteinde van de Placentia Bay.
Vijf kilometer voor de monding bevindt zich een 18 m hoge waterval. Iets minder dan een kilometer voor de monding stroomt de rivier onderdoor provinciale route 210.
Vlak bij de monding liggen de plaatsen Swift Current en Black River, respectievelijk aan de rechter- en linkeroever.

## Hydrografie
De Black River heeft een stroomgebied van 220 km². De diepte van de rivier varieert van 30 tot 90 cm. De zijrivieren en -beken hebben een totale lengte van 37 km, met daarenboven nog 27,2 lineaire kilometers aan staand water (meren). De belangrijkste zijrivier is de Darby Creek, die vlak voor de monding in de Black River uitmondt.

## Geschiedenis
Aan de monding van de Black River bevond zich de eerste houtpulpfabriek van de Kolonie Newfoundland. Deze in 1897 geopende fabriek werkte op basis van waterkracht, die voorzien werd door een stuwdam, en kon 20 ton houtpulp per jaar produceren. Onder andere door de wispelturige waterstanden en operationele kosten werd er niet verder in geïnvesteerd en sloot de fabriek reeds in 1903.
De site kwam na de sluiting geleidelijk aan in verval. De dam werd in 1946 grotendeels afgebroken, waardoor Atlantische zalmen opnieuw hun paaitrek konden maken. Aan de oevers van de rivier bevinden zich in de 21e eeuw nog steeds ruïnes van de fabriek, de bijhorende gebouwen en de dam.